# 美博律師事務所
美博（英語：Mayer Brown) 是一家全球性律师事务所，在美洲、亚洲、欧洲和中东设有总共27个办事处，其中几个最大型的办事处位于芝加哥、华盛顿、纽约和伦敦。美博拥有1,800多名律师，按收入规模计是全球第19大律所。

## 历史
构成现在美博主体的三家前身律所均创立于19世纪。原美国部分由Adolf Kraus和Levy Mayer于1881年在芝加哥成立，此后不久被称为Kraus, Mayer & Brackett。该律所后数度更名，以反映其成员的变化，直到最后在美国被称为Mayer, Brown & Platt。原英国部分Rowe & Maw于1895年在伦敦成立，这个名字一直沿用到该所2002年与Mayer, Brown & Platt合并为Mayer, Brown, Rowe & Maw为止。2007年，合并后的律所将其名称缩短为Mayer Brown。2008年美博与1863年在香港成立的孖士打律师行（Johnson Stokes & Master，簡稱JSM）合并，被称为Mayer Brown JSM，其後改稱Mayer Brown。
2024年12月, JSM從美博分拆，沿用其拥有160年历史的中文名「孖士打律師行」，而美博則創立「美博香港律師事務所有限法律責任合夥」。 

## 办事处
该律所在布鲁塞尔、夏洛特、芝加哥、杜塞尔多夫、迪拜、法兰克福、香港、休斯顿、伦敦、洛杉矶、墨西哥城、纽约、帕罗奥多、巴黎、三藩市、新加坡、东京、华盛顿设有办事处；并通过与Tauil & Chequer Advogados联营，在巴西利亚、里约热内卢、圣保罗、维多利亚设有办事处。

## 公益法律服务
在美国，作为公益法律服务研究所（Pro Bono Institute）“公益法律服务挑战”（Law Firm Pro Bono Challenge）的签署方，美博承诺将全部可计费时间的3%捐赠投入公益法律服务。在英国，美博是“英国公益法律工作联合协定书”（UK Joint Protocol on Pro Bono Work）的签署成员，该联合协定书规定必须按照与收费工作相同的标准开展公益法律服务。

## 通讯
- Asia Tax Bulletin  [10]

## 荣誉
- 2021年《国际金融法律评论》亚太大奖：“年度最佳金融服务监管团队”及“年度最佳高收益债券交易”[11]
- 在人权运动基金会2021年企业平等指数评比中获得满分[12]
- 2020年亚洲知识产权大奖：“香港年度最佳版权律师事务所”[13]
- 2020年香港律师会公益法律及社区服务大奖：“杰出公益律师行奖”及“律师行银奖”[14]
- 2016年至2020年《法律360》年度最佳律所[15]，在下列业务领域还被评为年度最佳业务部门：上诉、[16]银行、[17]福利、[18]消费者保护、[19]环境、[20]项目融资、[21]证券化、[22]和税务[23]
- 2019年《法律360》“全球20强”律所，该奖项表彰那些在全球范围内开展最为重大、复杂和多元化工作的律师事务所[24]
- 在2019年《美国新闻》最佳律所评选中跻身“34大全国性律师事务所”以及“80大都市区律师事务所”[25]
- 在2019年BTI律所客户服务30强评选中获得整体最高分数[26]
- 在2018年《中国法律商务》年度大奖评选中获得年度最佳私募股权、项目与能源以及房地产交易奖项[27]

## 爭議
2021年10月，屹立於香港大學的「國殤之柱」遭香港政研會舉報違反《港區國安法》，並在聲稱收集到逾20,000名市民聯署後，要求在目前缺乏港大學生會作為持有人的情況下，移除該塑像。香港大學其後接受香港政研會的指示並透過時為美博一員的孖士打律師行向支聯會發出律師信，要求支聯會在10月13日的限期前移走「國殤之柱」。
丹麥外相科弗德就香港大學要移除「國殤之柱」一事發表聲明，表示以藝術方式表達意見是基本人權，並已就此向中國當局提出意見。10月15日，孖士打律師行發出聲明表示不再代表港大處理「國殤之柱」事宜，超過20個非牟利團體曾呼籲孖士打停止代表港大，美國共和黨國會議員格雷厄姆亦批評律師行有違美國民主價值。香港前特首梁振英則號召全世界所有中國公司及香港各所大學抵制孖士打律師行及斷絕與該律師行的往來，又警告會要求香港律師會對孖士打律師行追究到底。18日，「國殤之柱」的擁有者高志活在受訪時表示中共當局一直希望世人淡忘六四事件，梁振英卻聲言要抵制孖士打律師行，將移除「國殤之柱」的事件提到更高層次，反而喚起世人不能忘記六四事件，他形容梁振英的做法是「搬石頭砸自己的腳」。要求孖士打律師行不要協助港大移除「國殤之柱」的聯署者之一，曾經參與1989年北京學運的周鋒鎖認為梁振英高調地針對孖士打律師行，是因為梁振英在月初被「潘朵拉文件」揭發貪腐醜聞，梁急於向北京當局表忠，才會不斷利用事件攻擊該律師行。